# Pantana visum
Pantana visum is een vlinder uit de familie spinneruilen (Erebidae), onderfamilie donsvlinders (Lymantriinae). De wetenschappelijke naam van deze soort is voor het eerst geldig gepubliceerd in 1825 door Hübner.
De soort komt voor in tropisch Afrika.